# Cathédrale Saint-Pierre-et-Sainte-Cécile de Mar del Plata
La cathédrale Saint-Pierre-et-Sainte-Cécile de Mar del Plata (en espagnol : Catedral de los Santos Pedro y Cecilia) est le siège du diocèse de Mar del Plata en Argentine. Le diocèse est situé en province de Buenos Aires. Elle est également appelée Basílica de San Pedro y Santa Cecilia.
Le diocèse fait partie de la province ecclésiastique de La Plata.

## Histoire
L'église Sainte-Cécile fut construite grâce à des collectes effectuées à la fin du XIXe siècle auprès des gens fortunés de la ville qui commençait à prendre beaucoup d'extension et à s'enrichir grâce au tourisme balnéaire naissant. Les autorités locales ainsi que des riches touristes firent également des dons importants. Elle fut inaugurée en 1905.
Le 11 février 1957, le pape Pie XII créa, par une bulle appelée Quandoquidem adoranda, le diocèse de Mar del Plata dont le siège fut établi dans la belle église Sainte-Cécile de style néo-gothique. Elle a obtenu le rang de basilique mineure en 1924.
Le diocèse s'étend, dans la province de Buenos Aires, sur les partidos de Balcarce, General Alvarado, General Madariaga, General Pueyrredón, Lobería, Mar Chiquita, Necochea, Pinamar et Villa Gessel (es).

## Description
L'édifice de la cathédrale de Mar del Plata est construit en style néo-gothique et comporte trois nefs. Un grand clocher surmonte le porche central de la façade. L'église a fêté le centième anniversaire de son inauguration en 2005, et à cette occasion, une restauration complète du bâtiment a été effectuée. 